# Maurice Rousseau

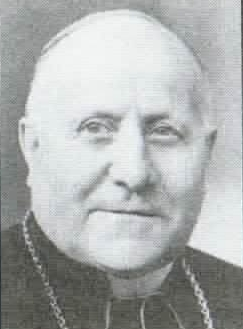
Maurice-Paul-Jules Rousseau

Maurice-Paul-Jules Rousseau (* 11. Januar 1893 in Saint-Sulpice, Département Loir-et-Cher; † 29. September 1967 in Blois) war ein französischer römisch-katholischer Geistlicher und Bischof von Laval.

## Leben
Er entstammte einer dörflichen Familie und besuchte das Knabenseminar und anschließend das Priesterseminar. Nach der Priesterweihe im Jahr 1921 wurde er Vikar in Romorantin, ab 1935 an der Kathedrale von Blois. In demselben Jahr wurde er zum Rektor des Seminars Saint-François-de-Sales ernannt, im Jahr 1942 wurde er Generalvikar im Bistum Blois.
Am 22. Juni 1943 wurde er zum Titularbischof von Isba und zum Weihbischof im Bistum Blois ernannt. Die Bischofsweihe spendete ihm am 25. August 1943 der Erzbischof von Paris, Emmanuel Célestin Kardinal Suhard; Mitkonsekratoren waren Louis-Joseph Gaillard, Erzbischof von Tours, und Henri Maurice Albert Audrain, Weihbischof im Bistum Versailles. Als der Bischof von Blois Georges Audollent 1944 starb, wurde Rousseau zum Kapitularvikar gewählt.
Rousseau verließ seine Heimatdiözese 1945, um den Bischofssitz von Mende zu übernehmen, wo er am 3. November desselben Jahres inthronisiert wurde. Hier traf er auf schwierige Umstände, nachdem sein Vorgänger wegen Kollaboration mit den deutschen Besatzern zum Rücktritt gezwungen war. Im Sommer 1950 wechselte er auf den Bischofssitz von Laval. In seine dortige Amtszeit fielen die Feiern zum hundertjährigen Bestehen des Bistums 1955 sowie zur Seligsprechung der 14 Märtyrer von Laval am 19. Juni desselben Jahres.
Maurice Rousseau war Konzilsvater bei allen vier Sessionen des Zweiten Vatikanischen Konzils.
Am 28. Februar 1962 trat er als Diözesanbischof zurück und wurde zum Titularbischof von Ausafa ernannt. Er starb 1967 in Blois, wo er seinen Alterswohnsitz genommen hatte.